# Воловоденко, Анатолий Юрьевич
Анато́лий Ю́рьевич Волово́денко (21 июля 1963, Душанбе) — советский и таджикский футболист, защитник.

## Биография
Воспитанник душанбинского «Памира» (тренер — Ф. Церр). Победитель всесоюзного юношеского турнира «Переправа» 1983 года. С 1984 начал выступать за «Памир».
В 1985, после победы над ЦСКА 1:0 в матче первенства 1-й лиги, отправлен приказом министра обороны Соколова служить (вместе с Мананниковым, Батуренко и Рахимовым) в пограничные войска в Ашхабад. Затем по спецраспоряжению вместе с Рахимовым переведен в спортроту № 74 Ташкента, где дослуживал 4 месяца армейской службы.
В 1986 вернулся в расположение команды. Стал одним из ведущих игроков команды при Юрии Сёмине. Зарекомендовал себя физически крепким, умелым защитником с поставленным ударом. Вместе с командой поднялся из первой лиги в высшую. Однако дебютный сезон 1989 в высшей лиге пропустил из-за разрыва ахиллова сухожилия.
В 1988 мог перейти в киевское «Динамо», но комиссия СТК переход запретила.
Со второй половины 1992 играл в России, 3 года выступал за «Уралмаш».
В 1995 переехал в «Носту», а из неё — в обнинскую «Индустрию». После вылета команды из 2-й лиги, выступал в чемпионате Калужской области за ФК «Обнинск».
В сборной Таджикистана провёл один матч — 17 июня 1992 в Душанбе против Узбекистана (2:2) в Кубке Центральной Азии.

## Семья
Жена Наталья, дочери Екатерина и Алла.